# I Bet You Look Good on the Dancefloor
〈I Bet You Look Good on the Dancefloor〉는 영국의 록 밴드 악틱 몽키스의 노래다. 도미노 레코드를 통해 이들의 첫 번째 정규 음반 《Whatever People Say I Am, That's What I'm Not》 (2006)에서 싱글컷 되었다. 2005년 10월 23일 영국 싱글 차트 정상에 올랐으며, 밴드의 가장 잘 알려진 곡으로 남았다. 악틱 몽키스는 2012년 하계 올림픽의 개막식에서 곡을 공연했다. 《NME》이 선정한 역대 가장 위대한 500곡에서 7위에 올랐다.

## 작곡과 녹음
"Dancing to electropop like a robot from 1984"은 알렉스 터너의 밴드 동료이자 절친인 존 맥클루가 소속된 적이 있던 밴드 '1984'에 대한 언급이다. "Your name isn’t Rio, but I don’t care for sandz"는 듀란 듀란의 노래 〈Rio〉에 대한 언급이다. 알렉스 터너는 이 트랙의 성공은 드러머 맷 멜더 덕분이라며 말했다. "그 드럼이 아니었다면 애초에 성공하지 못했을 거예요. 그 드럼 비트는 노래의 첫 파트입니다. 저는 리드 기타를 맡았는데, 무슨 일이 있었던 것인지, 아니면 무슨 연습실에서 했는지 기억이 나질 않아요."
곡의 녹음에서는 세 스튜디오가 고려되었다. 먼저 프로듀서 앨런 스미스와 데모를 만들었고, 나중에 제임스 포드, 리치 코스틀리와 "시속 300마일"로 녹음했다. 최종적으로 짐 애비스 버전이 낙점되었다. 뮤직비디오는 《더 올드 그레이 휘슬 테스트》 스타일의 라이브로 촬영했다. 밴드는 이 프로그램에서 쓰인 것과 같은 오래된 카메라를 빌렸다. 《Whatever People Say I Am, That's What I'm Not》에 수록시키기 위해 곡을 작업할 당시 뮤직비디오는 이미 MTV에서 방송되고 있었다.
2011년 NME 인터뷰에서 알렉스는 곡의 공연에 대한 견해를 말했다. "지금에 와서는 이 곡의 공연이 그 어느때보다 즐거워요. 곡의 공연마다 지겨워질 때가 있었던 것 같기는 한데, 한편으로는 다른 곡 전부라도 지겨워질 때가 있었어요. 지금 제가 이 곡을 [라이브로] 연주하지 않는다는 건 상상조차 할 수 없고, 세트를 공연하다 곡의 차례가 오면... 기쁘죠. 그걸 연주하는 것을 우리 모두 즐겁게 받아들이고 있어요."

## 수상
2006년 2월 23일, 2006년 NME 어워드의 베스트 트랙 부문에서 수상했으며 악틱 몽키스는 이외에도 두 개의 상을 더 수상했다. B면의 〈Chun-Li's Spinning Bird Kick〉은 2007년 그래미상의 최우수 록 기악 퍼포먼스에서 후보로 올랐다. 2011년 10월 NME는 곡을 "지난 15년간 가장 위대한 150곡"에서 11위로 올렸다. 같은 음악지가 이후 선정한 "역대 가장 위대한 500곡"에서는 7위로 선정된다.

## 곡 목록
전체 작사·작곡: 알렉스 터너
| #  | 제목                                          | 재생 시간 |
| -- | --------------------------------------------- | --------- |
| 1. | 〈〈I Bet You Look Good on the Dancefloor〉〉 | 2:54      |
| 2. | 〈〈Bigger Boys and Stolen Sweethearts〉〉    | 2:59      |
| 3. | 〈〈Chun-Li's Spinning Bird Kick〉〉 (기악곡) | 4:40      |

| #  | 제목                                          | 재생 시간 |
| -- | --------------------------------------------- | --------- |
| 1. | 〈〈I Bet You Look Good on the Dancefloor〉〉 | 2:54      |
| 2. | 〈〈Bigger Boys and Stolen Sweethearts〉〉    | 2:59      |

## 차트

### 주간 차트
| 차트 (2005–06)                        | 최고 순위 |
| ------------------------------------- | --------- |
| 오스트레일리아 (ARIA)                 | 18        |
| 벨기에 (울트라탑 50 왈로니아)         | 17        |
| 덴마크 (트랙리슨)                     | 15        |
| 프랑스 (SNEP)                         | 100       |
| 아일랜드 (IRMA)                       | 12        |
| 네덜란드 (싱글 톱 100)                | 99        |
| 뉴질랜드 (레코드 뮤직 NZ)             | 4         |
| 스코틀랜드 (오피셜 차트 컴퍼니)       | 1         |
| 영국 인디 (오피셜 차트 컴퍼니)        | 1         |
| 영국 싱글 (오피셜 차트 컴퍼니)        | 1         |
| 미국 얼터너티브 송 (빌보드)           | 7         |
| 미국 버블링 언더 핫 100 싱글 (빌보드) | 17        |

## 판매량
| 국가                               | 인증     | 판매량/출하량 |
| ---------------------------------- | -------- | ------------- |
| 영국 (BPI)                         | 플래티넘 | 600,000       |
| 판매량+스트리밍을 기반으로 한 인증 |          |               |

## 발매 역사
| 국가 | 날짜             |
| ---- | ---------------- |
| 영국 | 2005년 10월 17일 |
| 유럽 | 2005년 10월 21일 |
| 미국 | 2006년 3월 14일  |